# 圣方济各堂 (索伦托)
圣方济各堂（Chiesa di St. Francesco）是意大利南部坎帕尼亚大区那不勒斯省城市索伦托的一座华丽的罗马天主教教堂。
该堂的历史颇为悠久，最初是由索伦托的主保圣人圣安多尼创建的一个古老的小堂，供奉都尔的玛尔定。在14世纪，方济各会修士将它改建为教堂，后来重建为巴洛克风格。目前的大门历史可以追溯到15世纪。但是在1926年，朴素的白色立面改为大理石贴面。
教堂一侧为修道院，同样供奉圣方济各，但是融合了多种建筑风格。